# Молодцов, Игорь Николаевич
Иго́рь Никола́евич Молодцо́в (род. 17 августа 1954, Владивосток, СССР) — советский и российский учёный-механик, доктор физико-математических наук, профессор кафедры теории упругости мехмата МГУ.

## Биография
Игорь Николаевич Молодцов родился 17 августа 1954 года в городе Владивостоке Приморского края в семье военнослужащего. В 1962 году семья переехала в Крым (город Симферополь), где он в 1971 году окончил с золотой медалью математический класс школы № 40. Его интерес к математике и другим точным наукам формировался при непосредственном участии учителя математики А. П. Тинякова — друга и сокурсника выдающегося советского математика академика А. Н. Колмогорова (Колмогоров и сам неоднократно посещал школу № 40, где выступал перед учащимися с лекциями). В 1971 году поступил на механико-математический факультет МГУ на отделение механики, а после окончания факультета, в 1976 году, продолжил обучение в аспирантуре, ученик А. А. Ильюшина. Кандидат наук (1982)
С 1979 по 1998 год работал в МЭИ на кафедре прикладной математики, затем на кафедре математического моделирования.
С 1998 года работает на механико-математическом факультете МГУ. Доктор наук (2003), профессор кафедры теории упругости (2007).

## Научная и методическая деятельность
Основные научные результаты получены в областях динамической теории упругости и вязкоупругости и теории упругопластических процессов. Он автор более 40 научных печатных работ, 4 учебных пособий, 3 научных изданий. Он являлся одним из активных разработчиков новых образовательных стандартов 3-го поколения для системы классических университетов России, осуществляющих подготовку по математике и механике. При его участии были подготовлены государственные стандарты ВПО по направлениям подготовки «Математика», «Математика и компьютерные науки», «Механика и математическое моделирование», «Фундаментальные математика и механика».